# Джамме, Абду
Абду Джамме (англ. Abdou Jammeh; 13 февраля 1986, Бакау) — гамбийский футболист, центральный защитник. Выступал в национальной сборной Гамбии.

## Карьера

### Клубная
Футбольную карьеру начал в клубе «Стив Бико», отыграв за команду три сезона, с 2002 по 2004 год. В 2005 году оказался в тунисском клубе «Зарзис». В 2007 году, во время предсезонного сбора в Турции, в услугах Джамме заинтересовался российский клуб «Текстильщик-Телеком». Подписав с клубом однолетний контракт, стал первым темнокожим иностранным легионером в команде. Дебютировал в Первом дивизионе России 10 апреля в матче против грозненского «Терека» (0:1). Всего за команду провёл 12 матчей. В конце января 2008 года пополнил состав московского «Торпедо», подписав с командой контракт на три года. В составе клуба в сезоне 2008 провёл 17 матчей. В феврале 2009 года отправился на просмотр в бельгийский «Льерс», а уже в марте подписал с командой контракт.
После нескольких сезонов игры в чемпионате Кувейта, зимой 2015 года подписывает контракт с финским клубом РоПС. Контракт рассчитан на один год.
Летом 2017 года тренировался с малайзийским «Пенангом».

### В сборной
С 2006 года является игроком сборной Гамбии. Дебютировал за сборную 1 июня в матче отборочного турнира к чемпионату мира против команды Либерии (1:1). В отборочном турнире провёл 6 матчей, но его сборная не смогла пробиться на первенство планеты, заняв в своей отборочной группе лишь второе место, которое не позволяло команде выйти в следующий групповой раунд.

## Личная жизнь
Отец — учитель в школе изобразительного искусства, а мать — домохозяйка. У Джамме есть также две сестры и младший брат.